# محلل عام
المحللون العامّون هم علماء من المملكة المتحدة وجمهورية إيرلندا مهمتهم الأساسية هي ضمان سلامة وصحّة الوصف للغذاء عبر اختبارات تتم لتحديد مدى تحقيقها للقوانين والتشريعات. معظم المحللون العامون هم مللون زراعة يقومون بنفس العمل على أعلاف الحيوانات والأسمدة. معظم العمل يتم من قبل الفنّيين والعلماء في المختبر لكن المحللين العامين تقع عليهم المسؤولية القانونية بتدقيق وتصحيح الآراء والقرارات الواردة في تقارير المختبر.
هناك جمعية المحللين العامين تضم مجموعة من الأعضاء بمهمات مماثلة بأماكن مختلفة من البلاد.

## أصول
أنشأ أول مكتب للمحلليم العامين عام 1860 ،بالتزامن مع قانون ضبط الغش في مواد الطعام والشراب ،التعيينات الثلاث الأولى كانت في كل من لندن ،برمنغهام ودبلن ،وبعد أن انفصلت المملكة المتحدة عن إيرلندا خضعت كل منها لقوانين مختلفة لكن الواجبات العامة نفسها.كان العمل الأساسي هو الاختبارات الكيميائية ،ولا يزال بأهمية كبيرة لكن في أيامنا هذه الفحص المهم والفحص الميكروبيولوجي للأغذية خاصة في اسكتلندا حيث من مهام مخبر التحاليل العامة هو الاختبار القانوني للغذاء.

## المملكة المتحدة
التشريع الأساسي في المملكة المتحدة هو قانون سلامة الغذاء 1990 ،حيث السلطات المحلية كلها مطالبة بتعيين محلل عام ، على الرغم من أن مخابر المحلل العام أقل بكثير من السلطات المحلية ،إلا أن معظمها تتم مشاركتها مع السلطت المحلية.
على أرض المملكة المتحدة هناك دائماً اختلاط بين القطاعات العامة والخاصة بالمختبرات، ولا تزال حتى اليوم كذلك لكن جميعها تقدم خدمات مماثلة مع عدم وجود مجال لتضارب المصالح وذلك من الشروط القانونية للتعيين. هناك متطلبات ومؤهلات قانونية مطلوبة لتعيين المحلل العام ،والمسماة بالأستذة في التحليل الكيمائي(MChemA) التي تمنحها الجمعية الملكية للكيمياء.
هذا هو المؤهل للدراسات العليا عبر فحص الفهم والمعرفة الجيدة للغذاء وعيوبه المحتملة ،والتأكد من تأويل وتطبيق الفحص الكيميائي للأغذية حسب قانون الأغذية الإجباري.
مختبرت المحللين العامين يجب أن تعتبر طرف ثالث معتمد في المعيار البريطاني  ايزو 17025.
في منتصف الثمانينات كان هناك أكثر من 40 مخبر تحليل عام في المملكة المتحدة مع أكثر من 100 موظف. بحلول عام 1993 انخفض العدد إلى 34 مختبر مع 80 محلل ،مع حلول 2010 انخفض العدد إلى 21 متبر مع 26 محلل فقط.
التطبيق الإجباري لقانون فحص الغذاء يتم من قبل السلطات المحلية ،وبشكل خاص ضباط الصحة البيئية وضباط معايير التجارة ،حيث يأخذون عينات من الغذاء ويتأكدون من إجراء فحوصات كيميائية لتحديد ما إذا كانت مطابقة للتشريعات التي يعتمدها المحللون والمختبرون على التوالي ،والعلماء الذين تتحدد خبراتهم ومؤهلاتهم حسب التشريعات والقوانين.

## أيرلندا
مخابر التحليل العام في كل من كورك ،دبلن وغالواي تقدم خدمات تحليلية لسلطات سلامة الغذاء.

## الممارسة
المحلل العام يدير المختبر الذي يقوم بالأمور التالية:
- تحليل المواد الغذائية
- مضاف غذائي: تحديد الصفات والتراكيب القانونية للأطمة
- علم الأحياء الدقيقة: التراكيز المسموح بها أو المنصوص عليها قانونياً
- عن التلوث: التركيب الكيميائي الميكروبيولوجي
- تقييم مدى دقة وضع العلامات
- التحقق من شكاوي الجمهور
- تفسير القوانين ذات الصلة الصادرة عن الاتحاد الأوروبي المملكة المتحدة أو أيرلندا.
- الشاهد الخبير في المحاكمات

بالإضافة لمهام مركزية مرتبطة بقانون الغذاء الإلزامي ،المحلل العام يقدم الدعم العلمي للسلطات المحلية والقطاعات الخاصة في مجالات مختلفة منها:
- تحليل مياه الشرب ومياه الاستحمام وحمامات السباحة، النفايات الصناعية السائلة والمياه الصناعية ومياه أخرى
- التحقق من المنتجات والعمليات البيئية بمافي ذلك تقييم تلوث الأراضي ومواد البناء وفحص الوقود.
- تقديم المشورة بشأن إدارة المخلفات
- رصد تلوث الهواء
- التأكد من سلامة المستهلك في منتجات مثل الألعاب
- رصد الأسبستوس وغيرها من الأخطار
- مساعدة الطب الشرعي بما يتعلق بالسموم

## أخذ العينات
عملية أخذ العينات خارج سيطرة المحلل العام إلى حد كبير.
وواجب السلطات المحلية هو التأكد من سلمة الغذاء وتوفير الحماية الكلية للمستهلك. ولتحقيق ذلك يتم وضع خطط أخذ العينات ،والسعي لتحقيق التوازن بين حاجتها لمراقبة الغذاء بوجود كميات قليلة للمعاينة وأمور أخرى في ميزانيتها. ويمكن لخطة أخذ العينات النموذجية للسلطة المحلية أن تشمل عينات مما يلي:
عيّنات من مصدر معّين--- سوبر ماركت أو ممون
عيّنات اللحوم---لفحص الدهون أو البهارات أو الإضافات الأخرى
المنتجات المسوّقة
المكونات الغير معلنة في الأغذية الجاهزة
المنتجات الملوّثة
محتوى الوجبات الغذائية الجاهزة